# 국화 (식물)

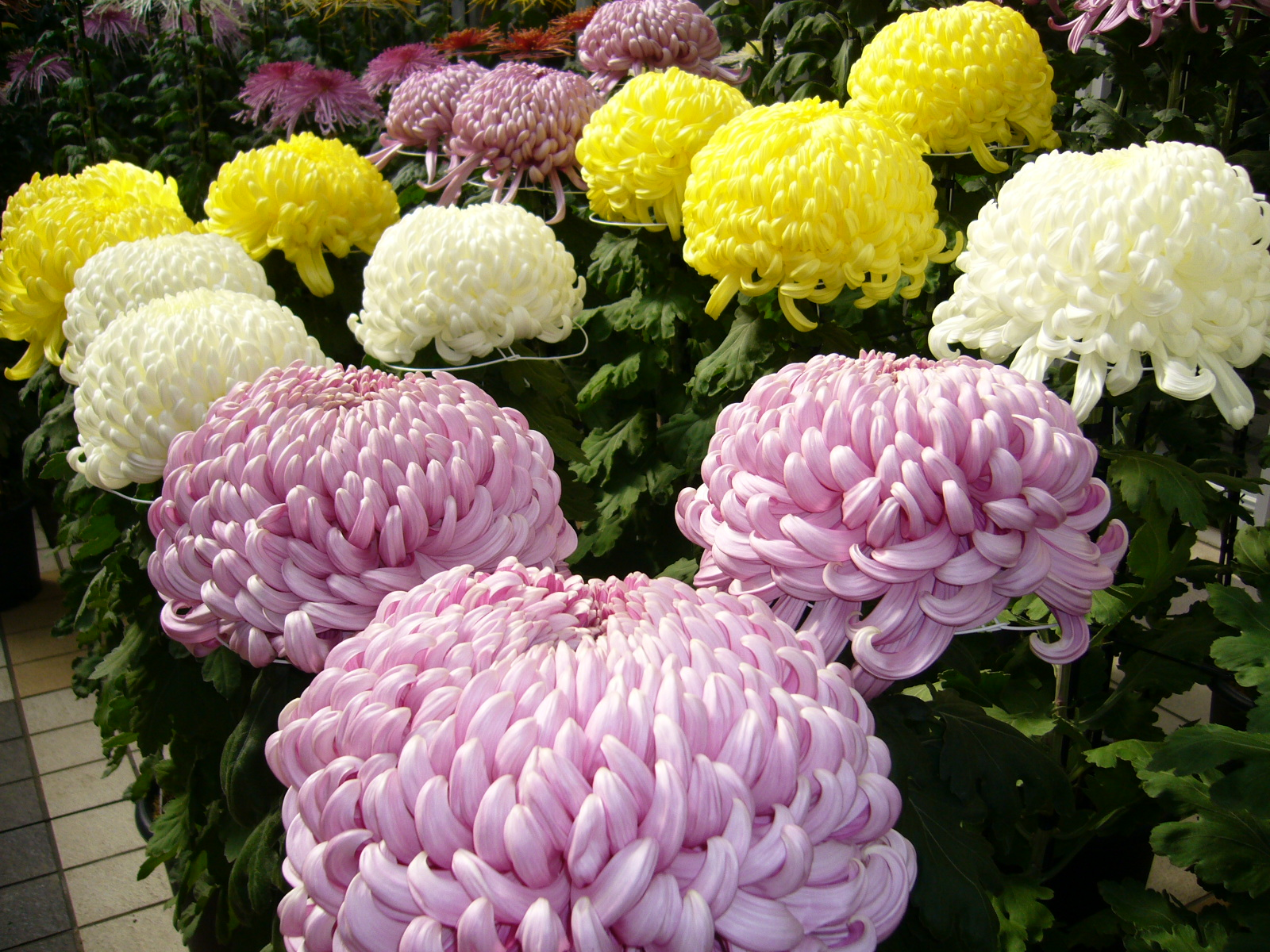

국화(菊花, Chrysanthemum morifolium, florist's daisy, hardy garden mum)는 국화과에 속하는 여러해살이풀 가운데 하나이다. 관상용으로 가꾸는 경우가 있으며, 가지가 많이 갈라지고 잎은 어긋나 있으며 독특한 냄새가 난다. 가을에 노란색, 자주색, 흰색 등의 꽃이 피며, 모양과 색깔이 다양한 여러 품종이 있다. 가을에 피는 국화는 추국(秋菊)이라고 한다.

## 사진

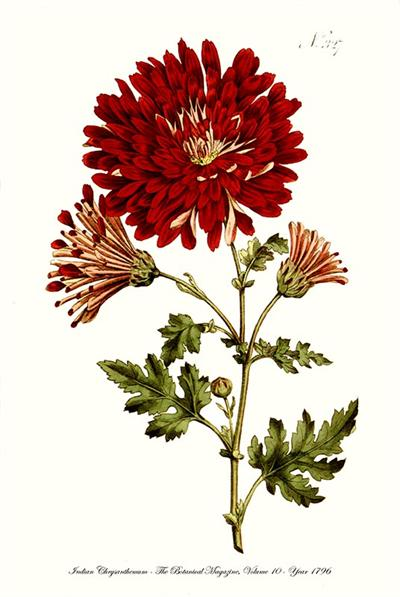
식물학 묘사
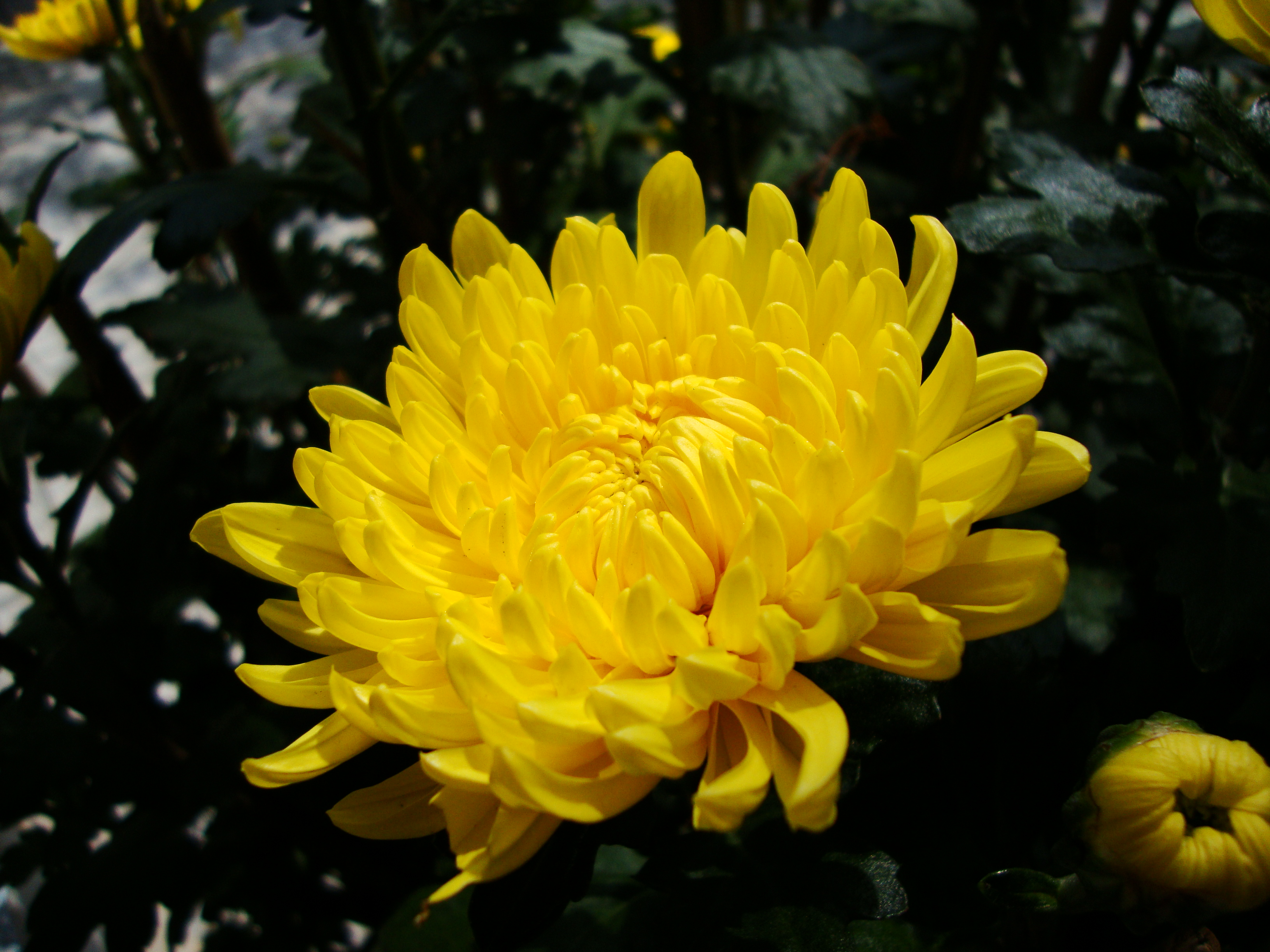
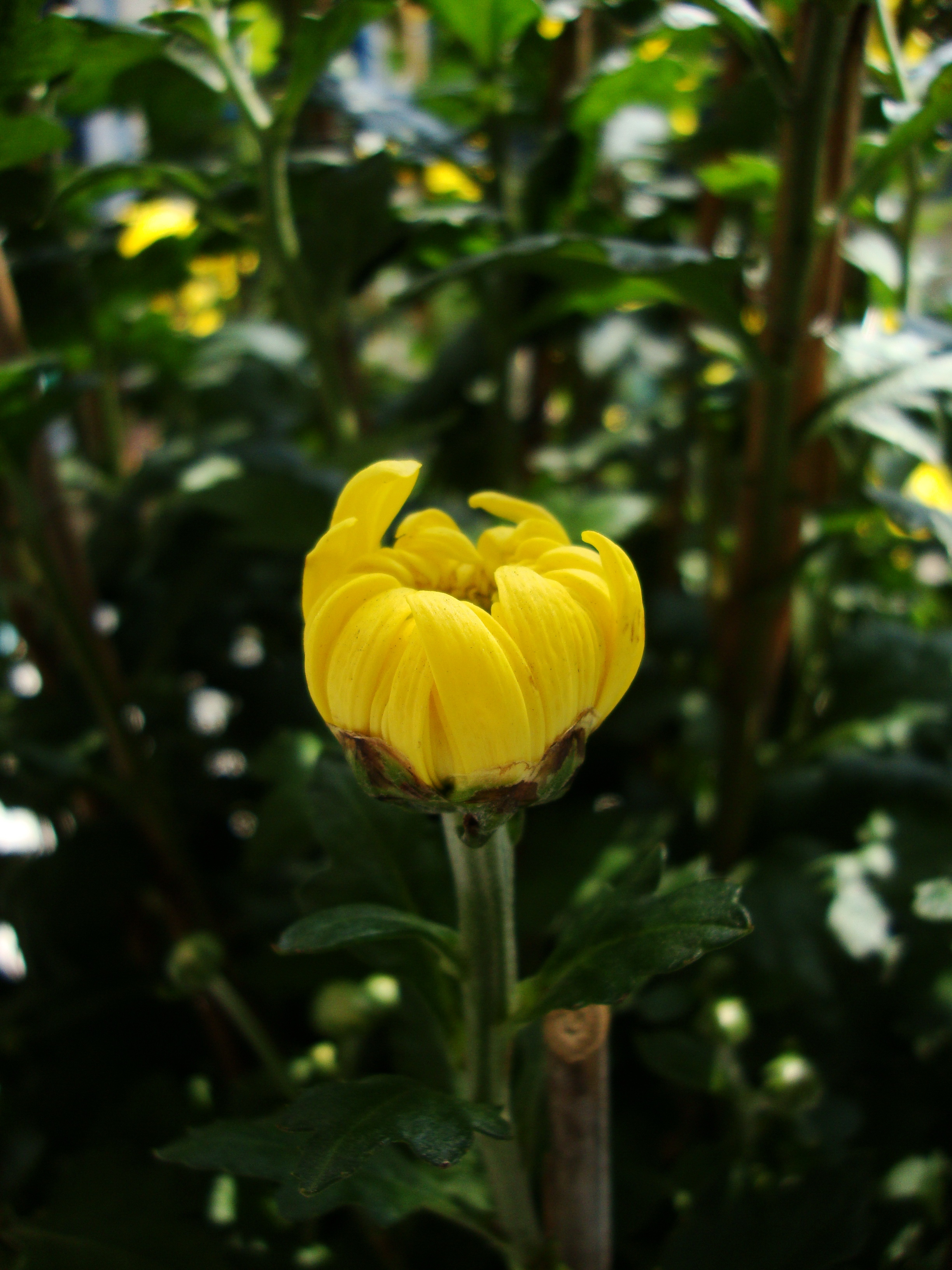
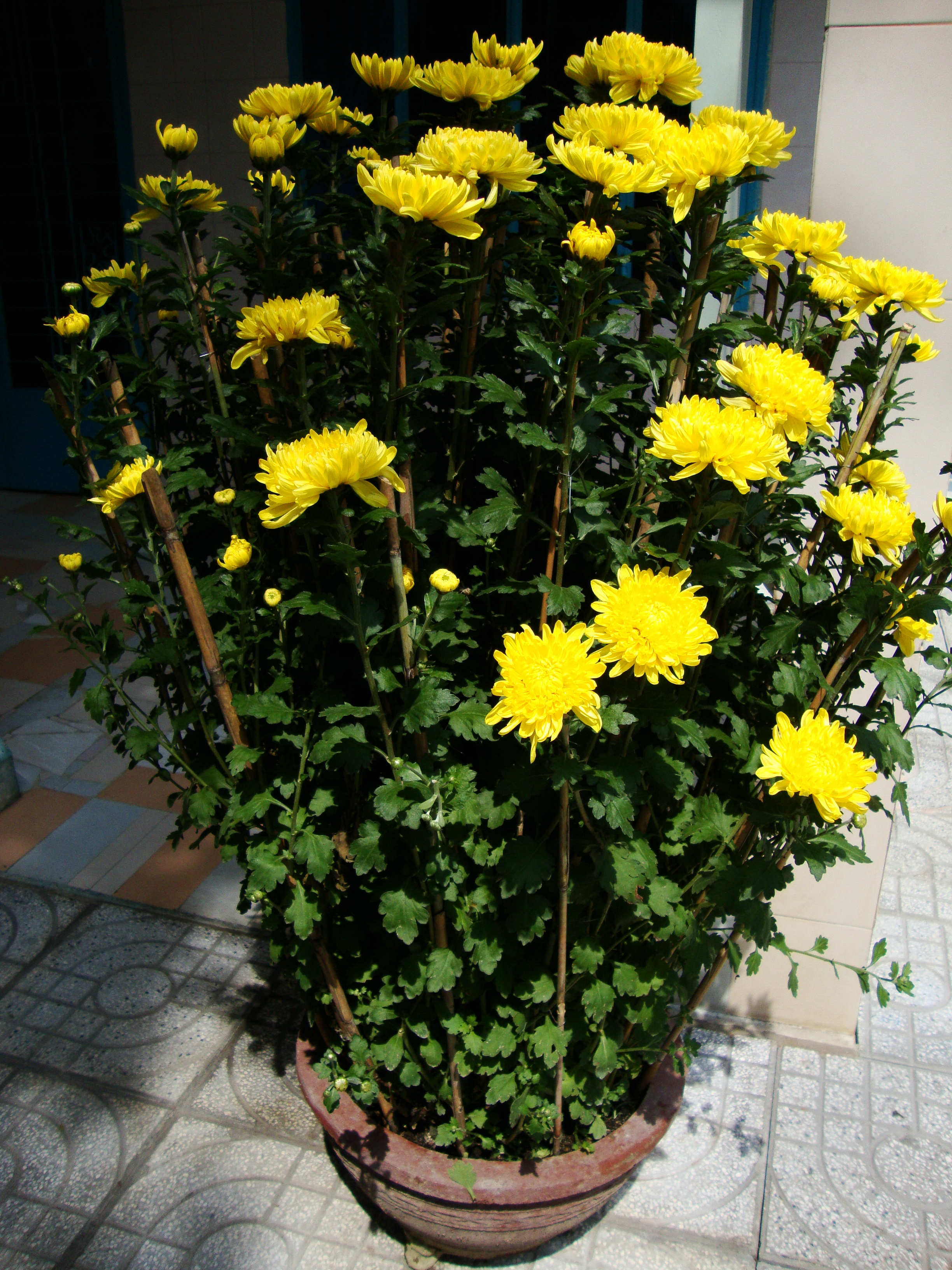
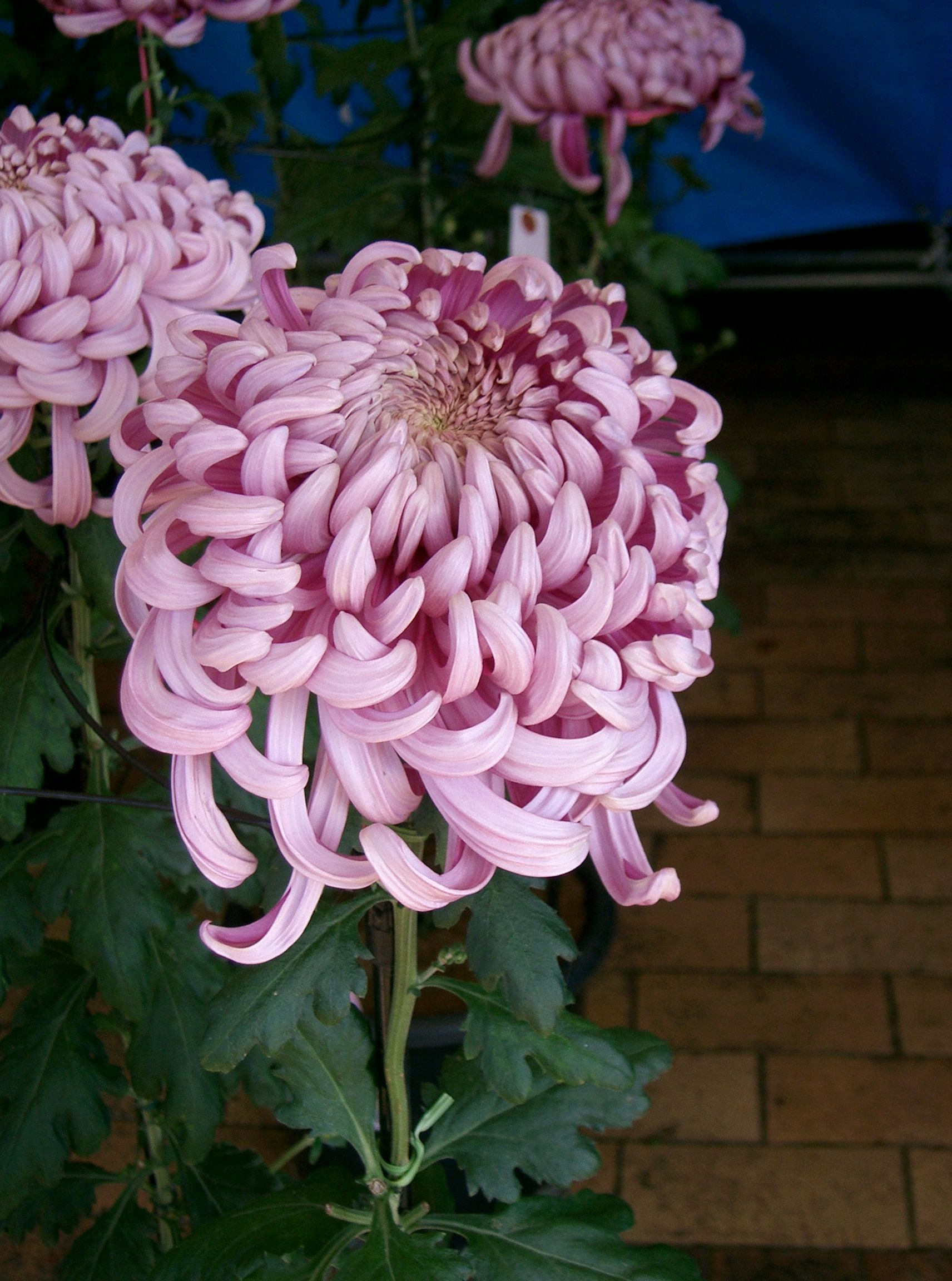
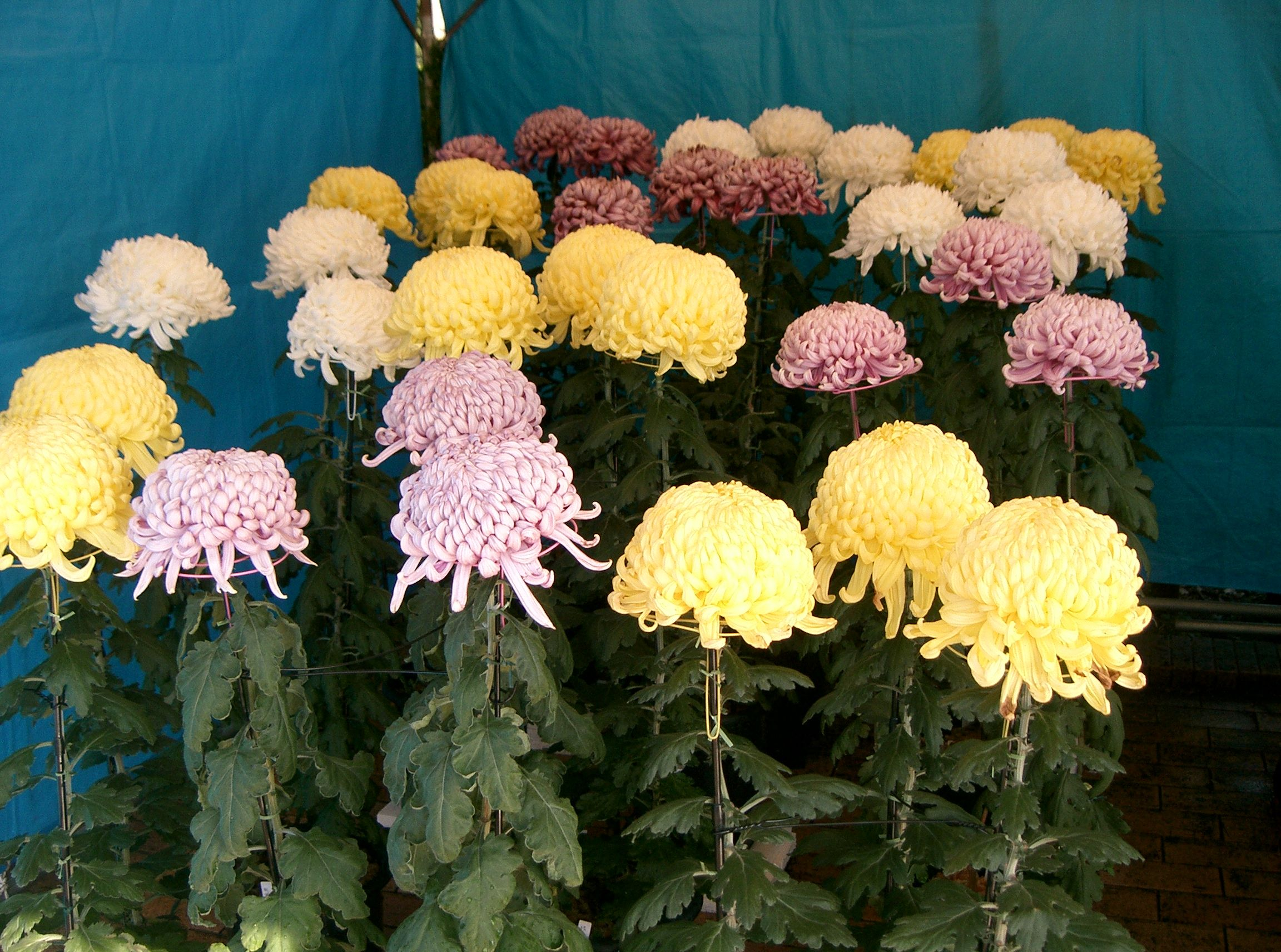
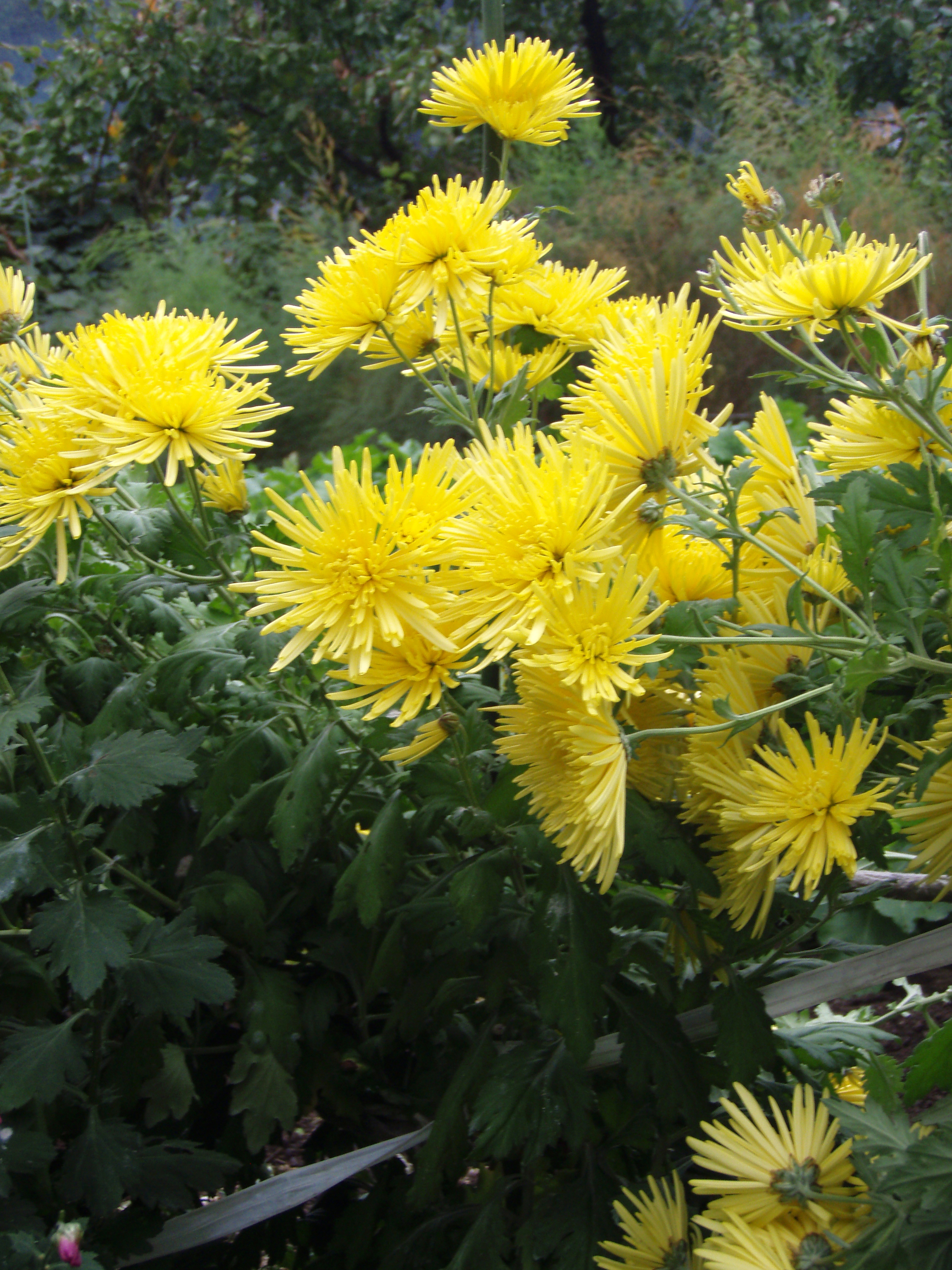
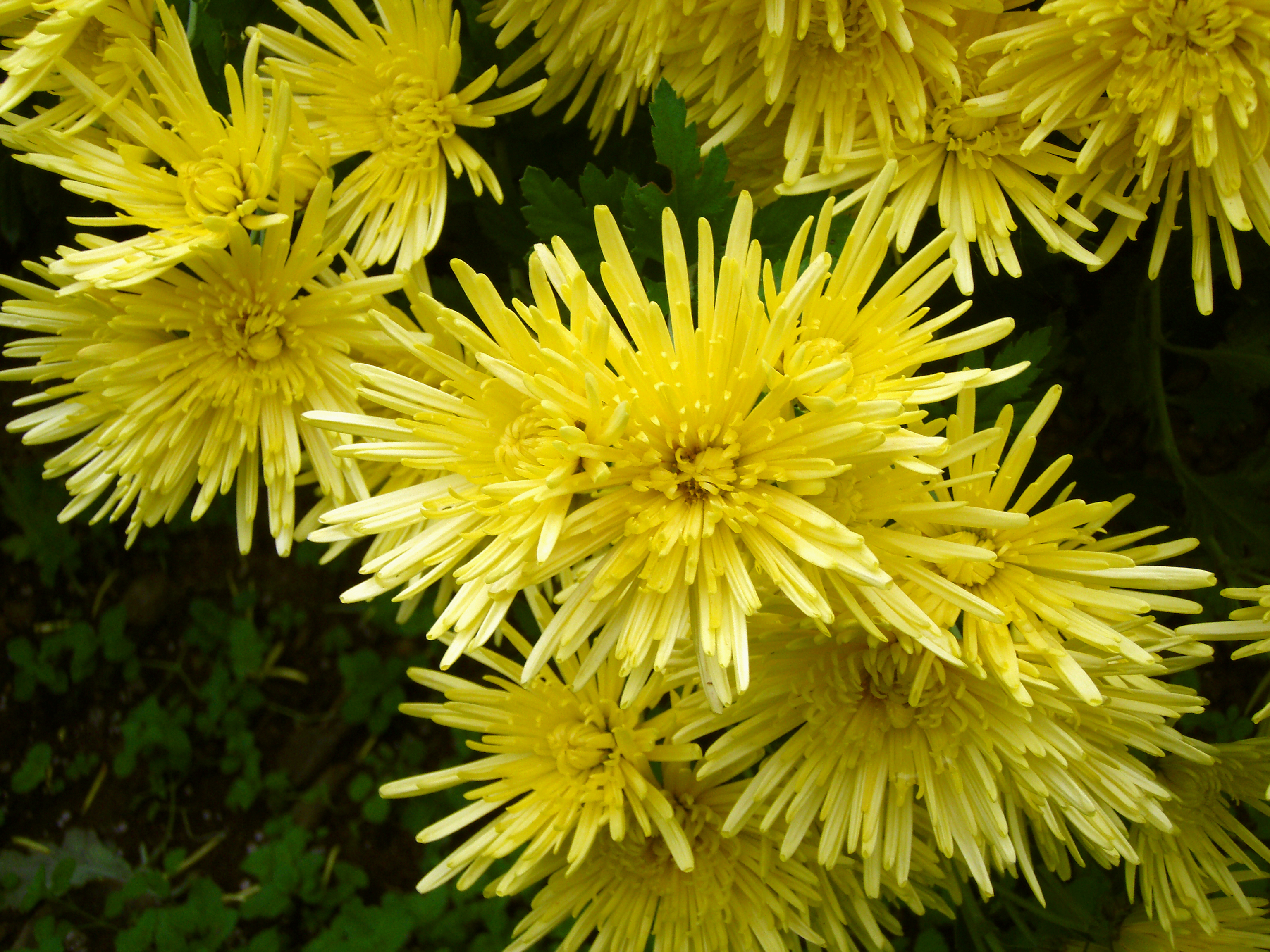
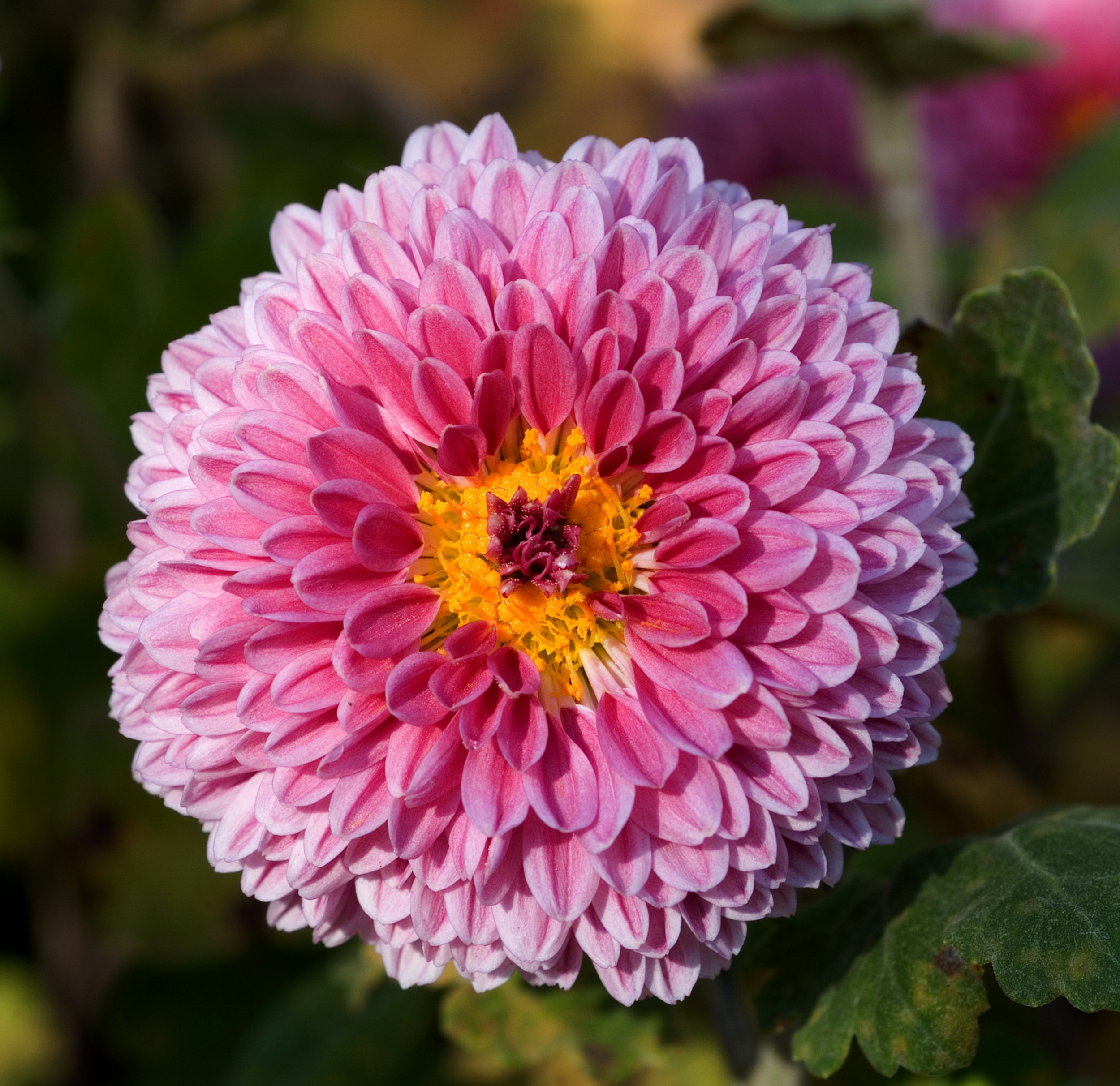
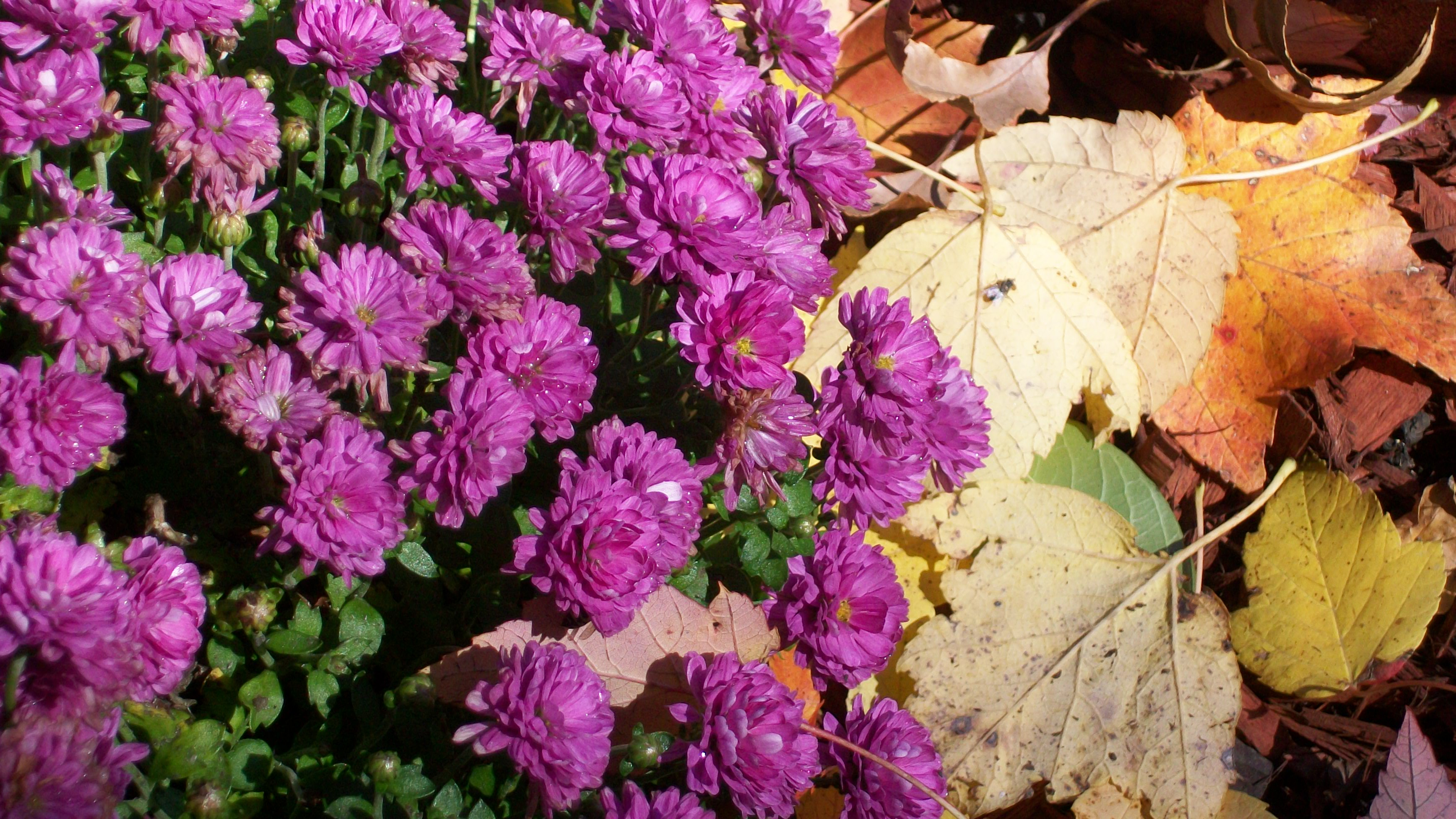
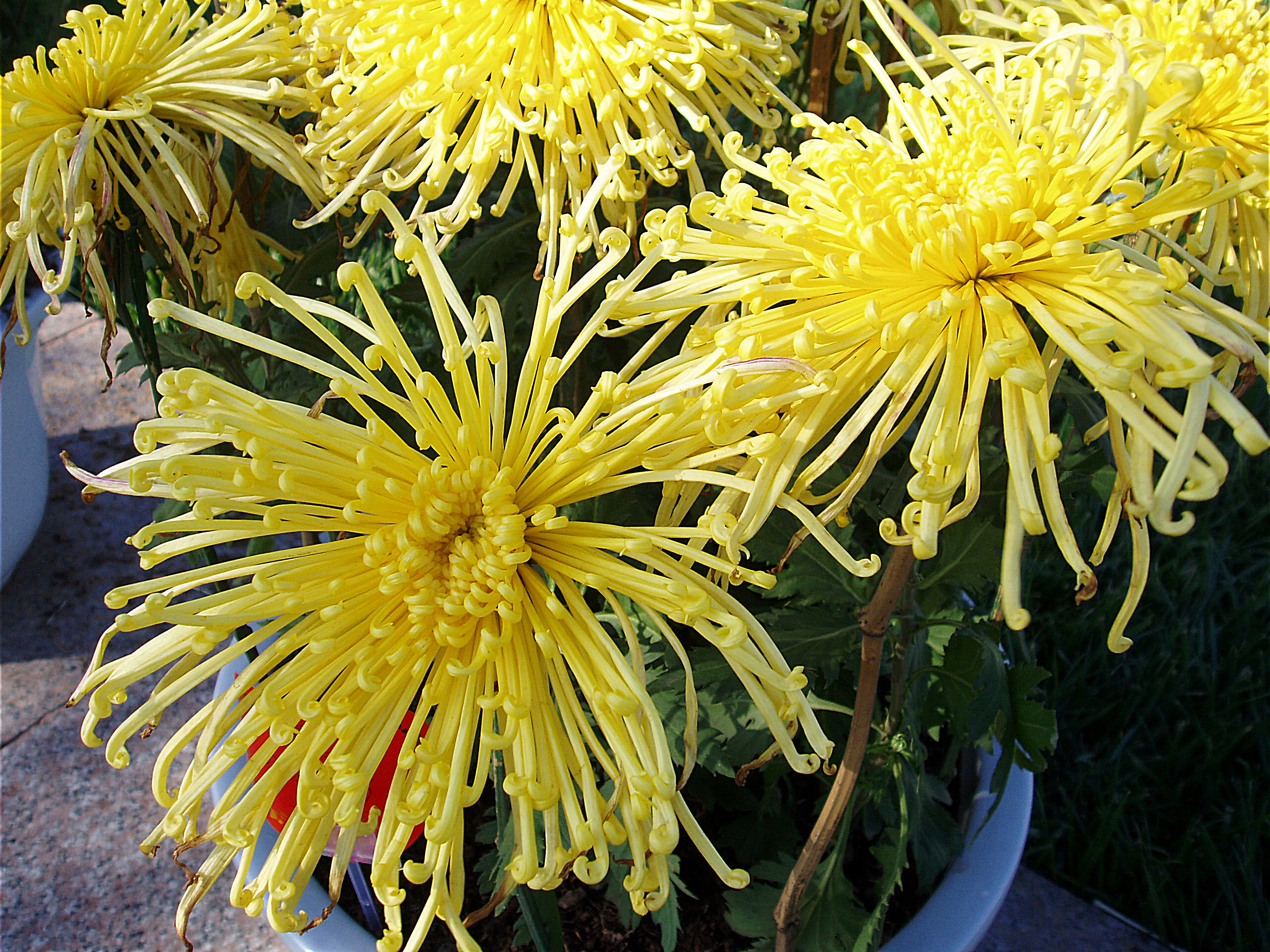
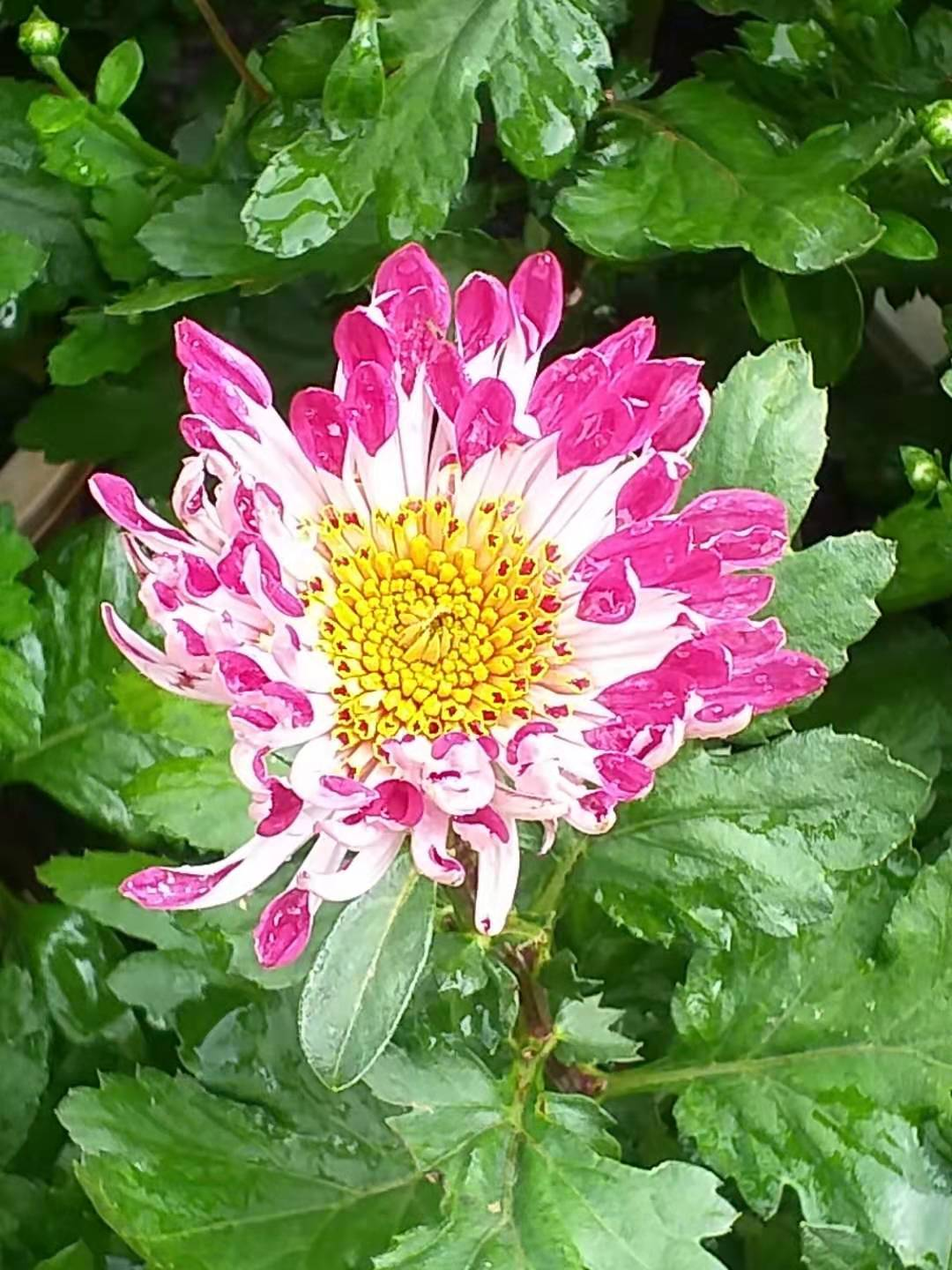
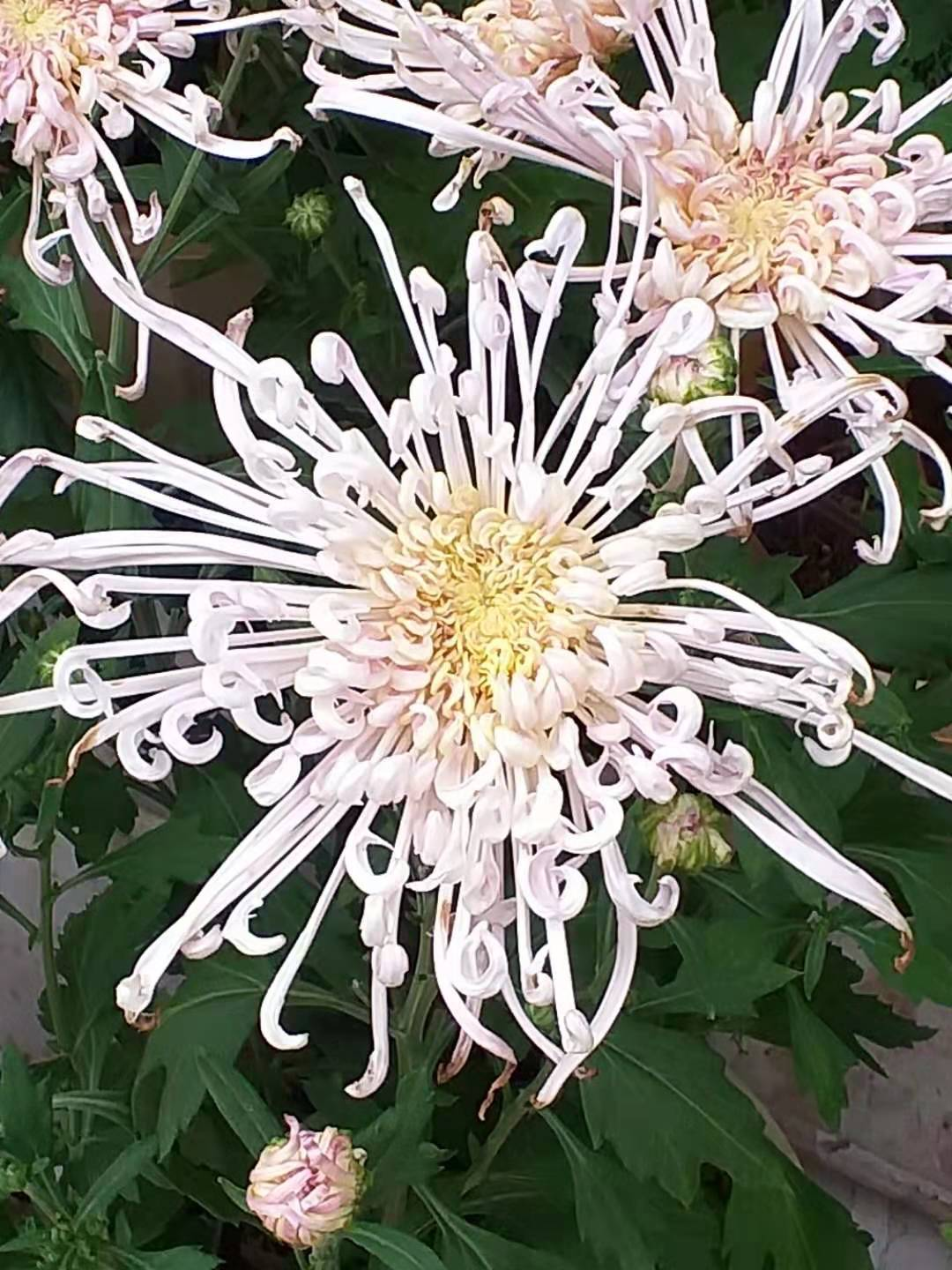
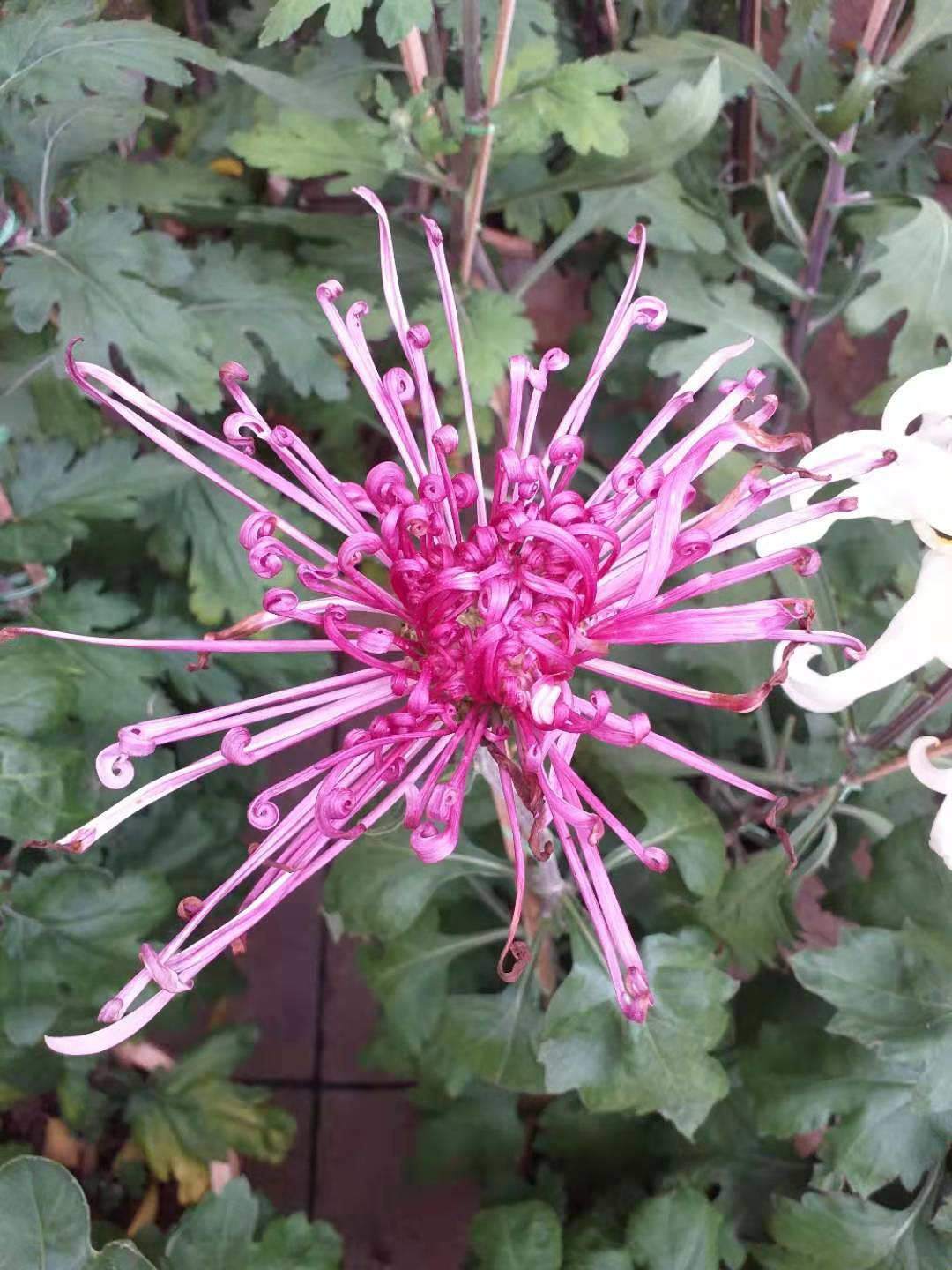
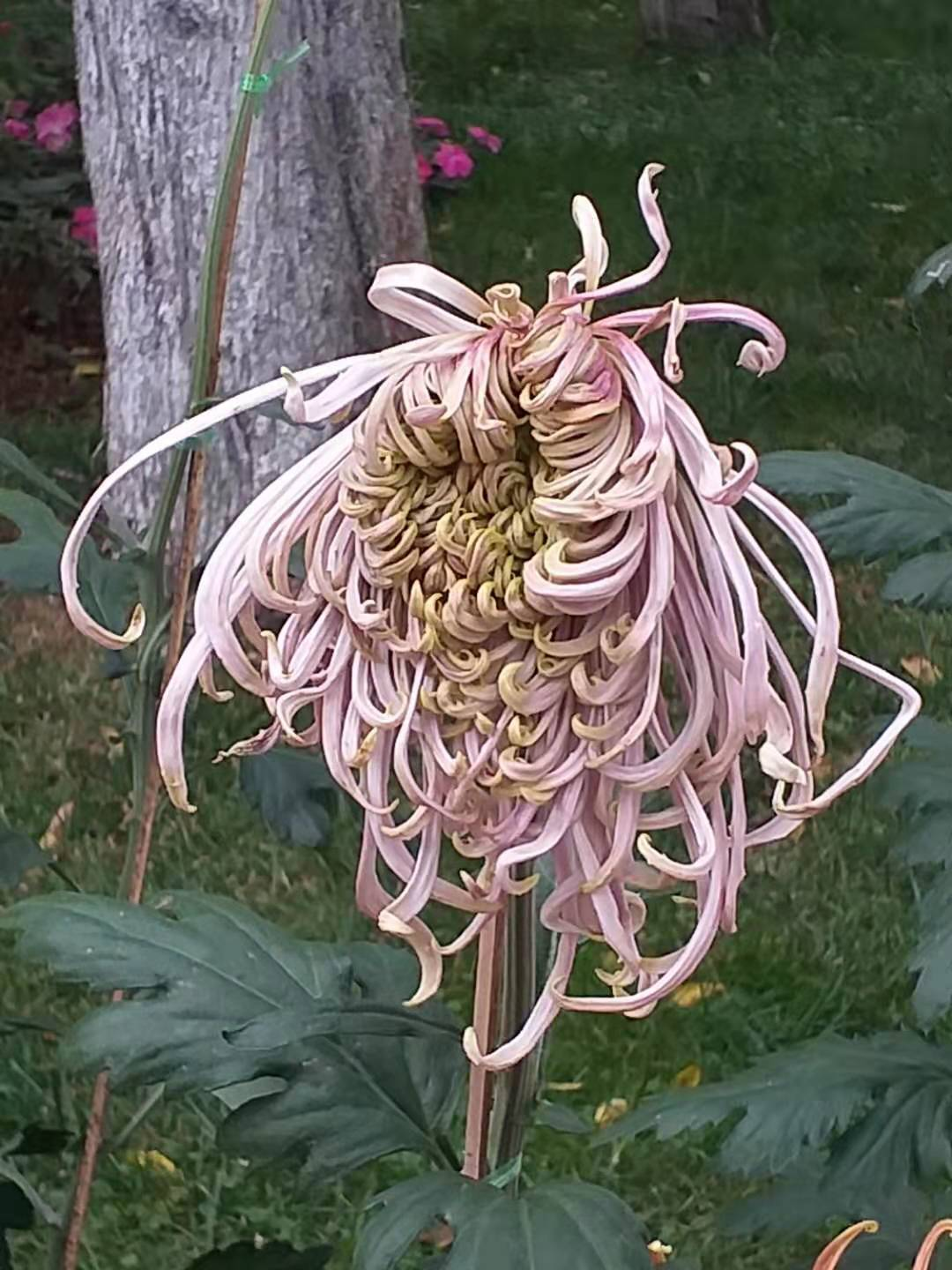
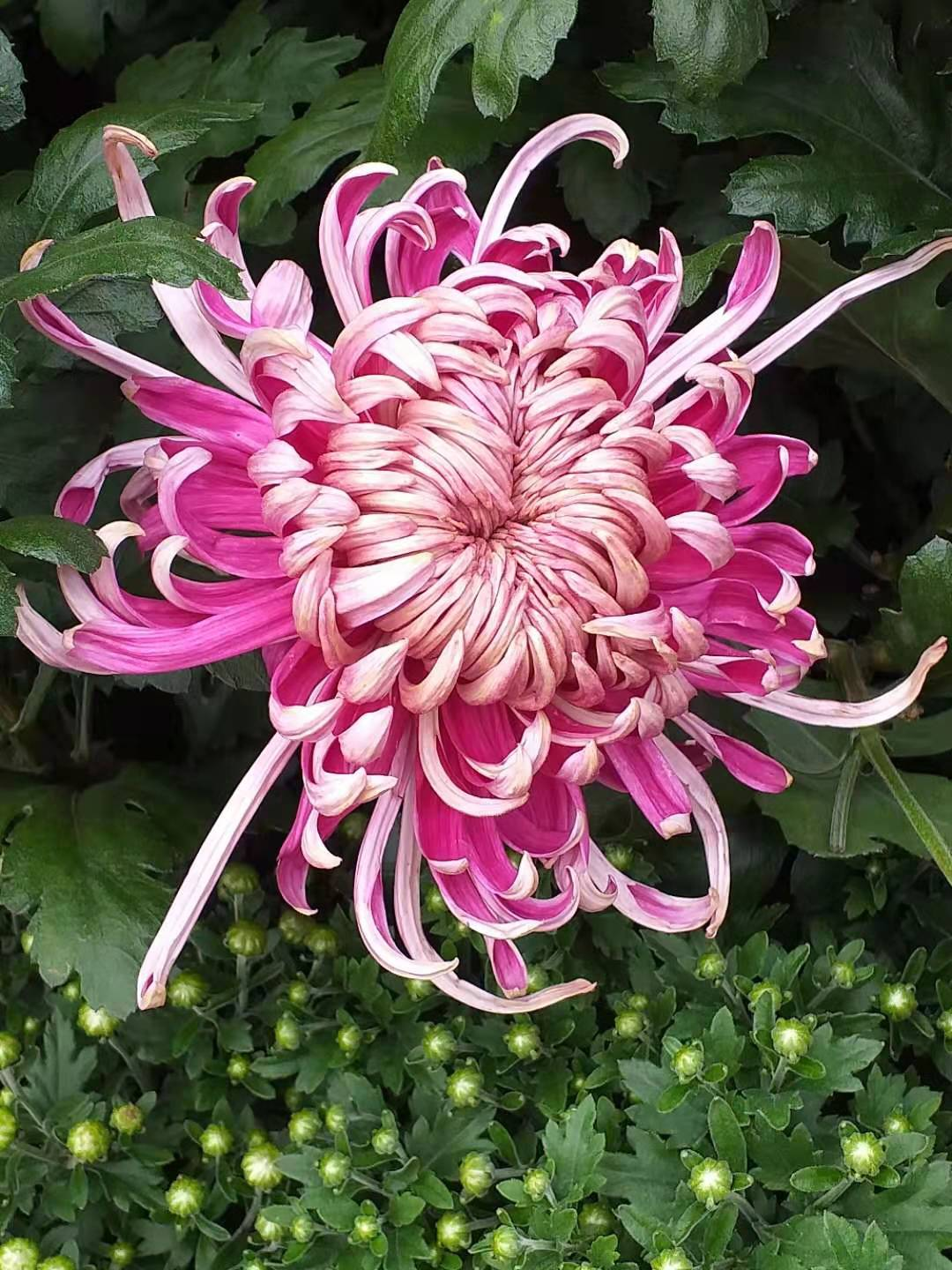
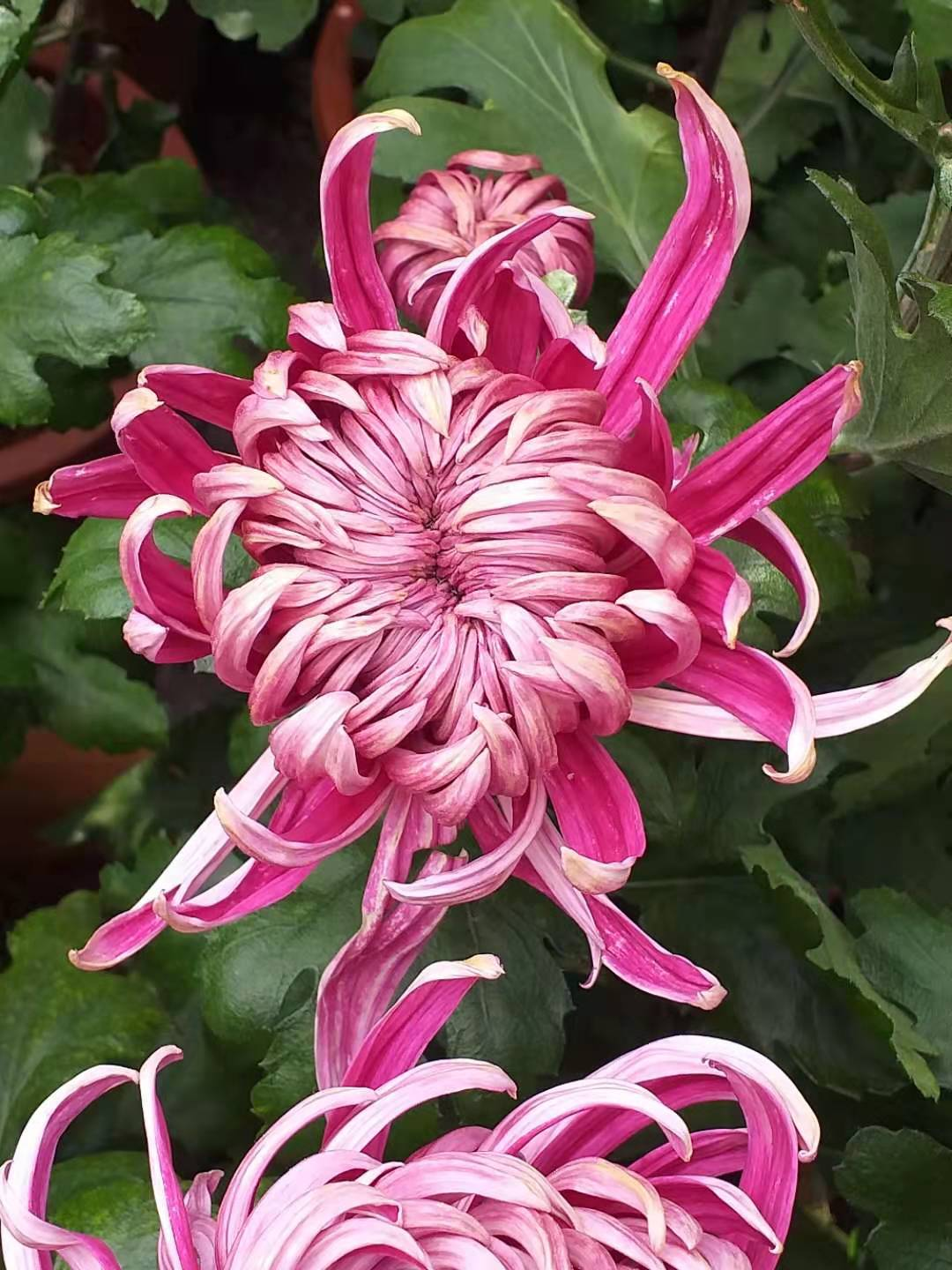